# C4H7BrO2
化学式C4H7BrO2（摩尔质量：167 g/mol）可能指：
- 2-溴丁酸，混合CAS号：80-58-0
- 溴乙酸乙酯，CAS号：105-36-2

|  | 这个同类索引页列出了具有相同分子式的化学物（即同分異構體）条目。 除非您是有意链接至本页，否则应将相应条目的内部链接指向正确的条目。 |